# María Eugenia Oyarzún
María Eugenia Oyarzún Iglesias (1 de junio de 1936) es una periodista, escritora y exdiplomática chilena.

## Carrera profesional y pública
Trabajó durante 46 años en el diario La Tercera. En 1965 la Asociación Nacional de Mujeres Periodistas de Chile la galardonó con el Premio Lenka Franulic.
Durante la dictadura militar del general Augusto Pinochet, fue designada alcaldesa de Santiago de Chile entre el 1 de junio de 1975 y el 1 de junio de 1976. Durante el régimen también fue embajadora de Chile ante la Organización de Estados Americanos; fue la primera mujer en presidir el Consejo Político de dicho organismo entre octubre y diciembre de 1977.
Gracias a su estrecha relación con Pinochet, le realizó más de 30 entrevistas para diversos medios, que posteriormente serían publicados en dos libros durante la década de 1990.
También fue directora de la carrera de periodismo de la Universidad de Chile y de la UNIACC.

## Vida personal
Se encuentra casada con Fernando Errázuriz Guzmán, con quien tiene dos hijos.

## Obras
- Augusto Pinochet: diálogos con su historia. Conversaciones inéditas (Editorial Sudamericana, 1999).
- Augusto Pinochet: "Una visión del hombre" (Editorial Bauhaus, 1995).